# Arrondissement de Mauléon
L‘arrondissement de Mauléon est une ancienne division territoriale française du département des Basses-Pyrénées de 1800 à 1926.
Créé par la loi du 28 pluviôse an VIII (17 février 1800), il fut supprimé le 10 septembre 1926. Son territoire fut alors réparti entre l'arrondissement de Bayonne et celui d'Oloron-Sainte-Marie.

## Composition
Il était composé en 1800 de l'ancien district de Mauléon (cantons de Mauléon, Barcus, Domezain, Sunharette et Tardets) et d'une partie de l'ancien district de Saint-Palais (cantons de Saint Palais, Came, Garris, Iholdy, Larceveau, Ossés, Saint Étienne et Saint Jean Pied de Port).
Peu de temps après, un arrêté du 9 pluviôse an 10 (29 janvier 1802) modifia et réduisit à 6 le nombre des cantons de l'arrondissement:
- Canton d'Iholdy
- Canton de Mauléon-Licharre
- Canton de Saint-Étienne-de-Baïgorry
- Canton de Saint-Jean-Pied-de-Port
- Canton de Saint-Palais
- Canton de Tardets-Sorholus

## Conseil d'arrondissement

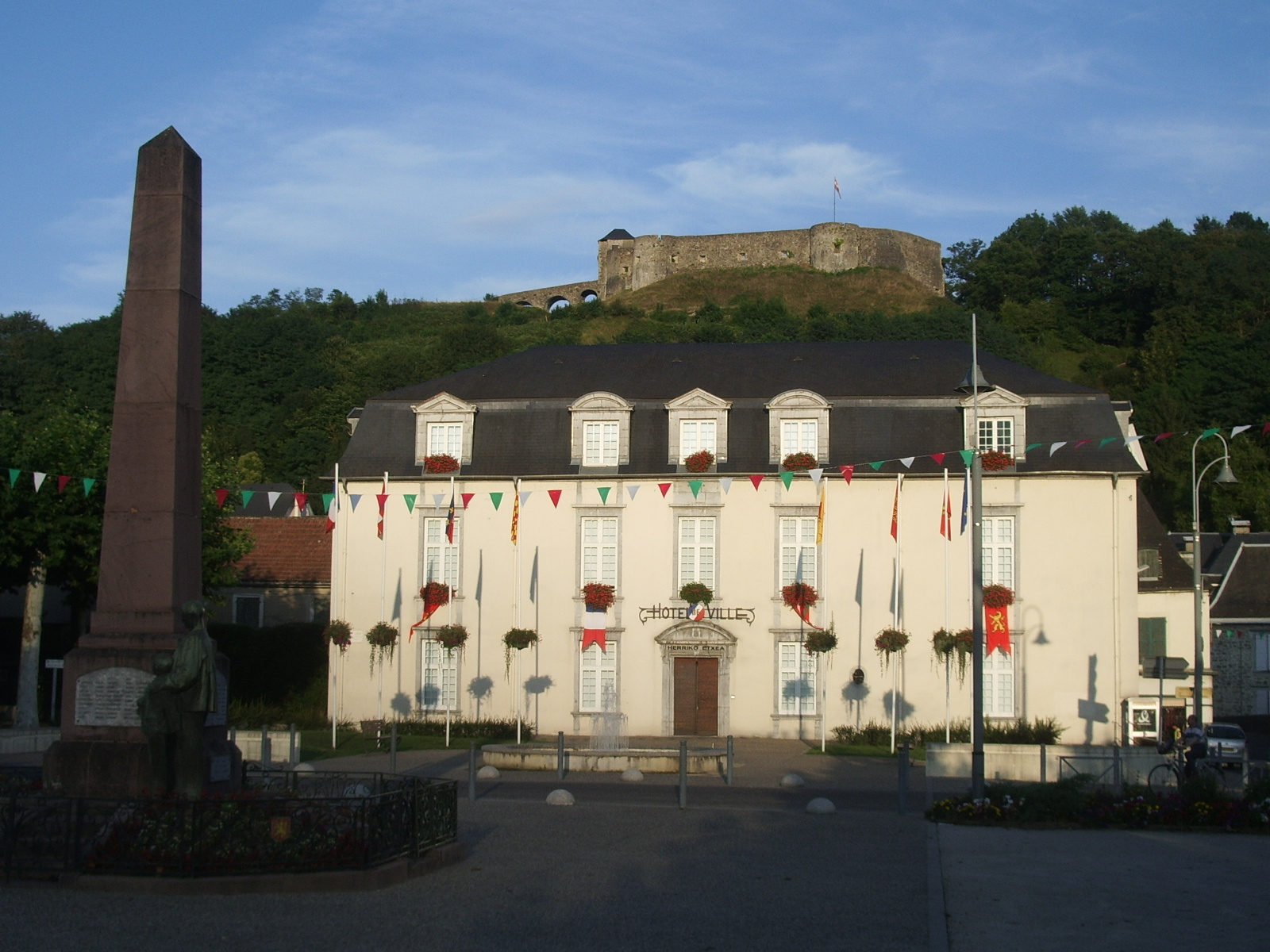
L'Hôtel de Montréal fut le siège de la sous-préfecture de Mauléon-Licharre jusqu'en 1926 (aujourd'hui siège de la mairie).

- Conseil d'arrondissement nommé (1800-1833)

Durant cette période le conseil d'arrondissement, siégeant à la sous-préfecture de Mauléon, était composé de 11 membres nommés par le gouvernement à partir d'une liste de notables élaborée par le préfet sans qu'il n'y ait de lien avec les cantons.
- Conseil d'arrondissement élu (1833-1926)

En principe chaque canton élisait un conseiller d'arrondissement, mais comme le nombre minimum de représentants était fixé par la loi à 9, les 3 cantons les plus peuplés élisaient 2 conseillers (cantons de Mauléon, Saint-Etienne-de-Baigorry et Saint-Palais).

## Circonscription législative
À plusieurs reprises le territoire de l'arrondissement de Mauléon  a été utilisé comme circonscription législative ayant pour effet l'élection d'un député.
Ce fut le cas lors des élections suivantes :
1815, 1831-1846, 1876-1881, 1889-1914 et, alors que l'arrondissement avait été supprimé en 1926, 1928-1936.

## Suppression et démantèlement
Un décret du 10 septembre 1926 entraina la suppression de 106 arrondissements (sous-préfectures), parmi lesquels l'arrondissement de Mauléon. Le même décret détermine la répartition des cantons entre l'arrondissement de Bayonne et l'arrondissement d'Oloron-Sainte-Marie :
- Cantons "navarrais" rattachés à l'arrondissement de Bayonne:
  - Canton d'Iholdy
  - Canton de Saint-Étienne-de-Baïgorry
  - Canton de Saint-Jean-Pied-de-Port
  - Canton de Saint-Palais
- Cantons "souletins" rattachés à l'arrondissement d'Oloron-Sainte-Marie:
  - Canton de Mauléon-Licharre
  - Canton de Tardets-Sorholus

Dans le cadre du conseil d'arrondissement (jusqu'en 1940), ces deux derniers cantons "basques" se retrouvent en minorité par rapport aux cantons "béarnais".

## Sous-préfets
| Période           | Période           | Identité                                                                   | Fonction précédente                                    | Observation                                                                       |
| ----------------- | ----------------- | -------------------------------------------------------------------------- | ------------------------------------------------------ | --------------------------------------------------------------------------------- |
|                   |                   |                                                                            |                                                        |                                                                                   |
| 1800              | 1815              | Jean-Dominique-Stanislas d'Iriart d'Etchepare                              |                                                        |                                                                                   |
| 1815              | 1815              | Jean-Baptiste Etchats                                                      |                                                        |                                                                                   |
| 1815              | 1816              | Jean-Dominique-Stanislas d'Iriart d'Etchepare                              | seconde nomination                                     |                                                                                   |
| 1816              | 5 janvier 1821    | baron Louis-Charles-Joseph de Capdeville                                   |                                                        | Démissionnaire                                                                    |
| 5 janvier 1821    | 15 juin 1826      | Jean-Julien d'Andurain                                                     |                                                        | Démissionnaire                                                                    |
| 15 juin 1826      | 5 septembre 1830  | Clément d'Andurain (fils du précédent)                                     |                                                        |                                                                                   |
| 5 septembre 1830  | 19 février 1840   | Jean-Baptiste Etchats                                                      | seconde nomination                                     | Admis, par limite d'âge, à faire valoir ses droits à la retraite                  |
| 19 février 1840   | 22 mars 1848      | Clément d'Andurain                                                         | seconde nomination                                     | démissionnaire                                                                    |
| 22 mars 1848      | 25 juillet 1848   | Martin-Fleury Schilt sous-commissaire provisoire                           |                                                        |                                                                                   |
| 25 juillet 1848   | 26 février 1849   | Émile Brun                                                                 | Sous-préfet de Libourne                                |                                                                                   |
| 26 février 1849   | 13 août 1861      | Clément d'Andurain                                                         | troisième nomination                                   | Admis, par limite d'âge, à faire valoir ses droits à la retraite                  |
| 13 août 1861      | 20 décembre 1863  | Eugène-Guillaume-Stanislas de La Rhoëllerie                                | Membre du conseil de préfecture de l'Hérault           | Nommé sous-préfet de Saint-Affrique                                               |
| 20 décembre 1863  | 4 février 1865    | Jules-Francis Renand                                                       | Sous-préfet d'Embrun                                   | Mis en non-activité                                                               |
| 4 février 1865    | 26 octobre 1869   | Louis de Rességuier                                                        | Membre du conseil de préfecture des Basses-Pyrénées    | Nommé sous-préfet de La Réole                                                     |
| 26 octobre 1869   | 16 septembre 1870 | Auguste Balléro                                                            | Sous-préfet de Castellane                              | Démissionnaire                                                                    |
| 16 septembre 1870 | 13 novembre 1871  | Jacques-Hyacinthe-Thédore de Pradet-Balade (neveu de Martin-Fleury Schilt) | Juge suppléant au tribunal de Saint-Palais             | Démissionnaire                                                                    |
| 13 novembre 1871  | 24 mai 1876       | Michel-Henri Hertz                                                         | Membre du conseil de préfecture des Basses-Pyrénées    | Nommé sous-préfet de Moûtiers                                                     |
| 24 mai 1876       | 24 mai 1877       | Antonin Auvity                                                             | Membre du conseil de préfecture d'Ille-et-Vilaine      | Nommé sous-préfet de Châteaudun                                                   |
| 24 mai 1877       | 30 décembre 1877  | Eugène Célières                                                            | Sous-préfet de Gaillac                                 | Nommé sous-préfet de Gaillac                                                      |
| 30 décembre 1877  | 17 janvier 1878   | François Costa                                                             | Sous-préfet de Brignoles                               | Mis en disponibilité sur sa demande                                               |
| 17 janvier 1878   | 12 janvier 1880   | Auguste Délignat-Lavaud                                                    | Sous-préfet d'Embrun                                   | Mis en disponibilité sur sa demande                                               |
| 12 janvier 1880   | 17 novembre 1880  | Pierre-Jean-Élie Devals, dit Héli-Devals                                   | Chef de cabinet du préfet du Tarn                      | Nommé sous-préfet de Melle                                                        |
| 17 novembre 1880  | 29 novembre 1883  | Martial Berdoly                                                            |                                                        | Mis en disponibilité sur sa demande                                               |
| 29 novembre 1883  | 12 février 1890   | Victor Mettas                                                              | Secrétaire général de la préfecture de Tarn-et-Garonne | Nommé sous-préfet de Figeac                                                       |
| 12 février 1890   | 22 décembre 1891  | Charles Thomas                                                             | Sous-préfet de Saint-Girons                            | Nommé sous-préfet de Batna en Algérie française                                   |
| 22 décembre 1891  | 23 août 1896      | Emmanuel-Louis Bompard                                                     |                                                        | Mort en fonction le 23 août 1896 à Uhart-Mixe                                     |
| 2 septembre 1896  | 5 septembre 1904  | Paul Second                                                                | Chef du cabinet du préfet des Côtes-du-Nord            | Nommé sous-préfet de Saint-Flour                                                  |
| 5 septembre 1904  | 30 juin 1906      | Octave Depont                                                              |                                                        | Nommé sous-préfet d'Arcis-sur-Aube                                                |
| 30 juin 1906      | 15 juillet 1914   | Charles Touzet                                                             | Sous-préfet d'Embrun                                   | Nommé sous-préfet d'Issoire                                                       |
| 15 juillet 1914   | 7 décembre 1914   | Louis Sénac de Monsembernard                                               | Sous-préfet de Saint-Sever                             | Mobilisé pour la guerre                                                           |
| 16 janvier 1915   | 31 décembre 1921  | Pierre Julien                                                              | Mobilisé pour la Première Guerre mondiale              | Nommé sous-préfet de Largentière                                                  |
| 31 décembre 1921  | 22 septembre 1926 | Jean Porte                                                                 | Chef du cabinet du préfet de la Dordogne               | Rattaché à la préfecture des Basses-Pyrénées à la fermeture de la sous-préfecture |

## Liens
« L'almanach impérial pour l'année 1810 - Chapitre X : Organisation administrative »